# Шостак, Михаил Борисович
Михаил Борисович Шостак (латыш. Mihails Šostaks; род. 26 апреля 1957, Рига) — советский и латвийский хоккеист, нападающий. Мастер спорта СССР международного класса.

## Биография
Начинал играть в конце 1960-х в рижском РЭО, первый тренер Элмарс Баурис. Воспитанник «Динамо» Рига, бронзовый призёр юношеского чемпионата СССР 1972/73. Играл в классе «Б» за «Латвияс Берзс» (1973/74). В сезоне 1975/76 дебютировал в чемпионате СССР в составе рижского «Динамо». С сезона 1977/78 — в составе «Динамо» Москва. В 1980 году вернулся в рижский клуб, за который играл до сезона 1987/88. Играл за РШВСМ во второй лиге (1987/88) и «Кекаву» в чемпионате Латвийской ССР (1988/89). Выступал за польскую «Унию» Освенцим (1989—1993), латвийские клубы «Вецмейстарс» (1991/92), «Латвияс Зелтс» (1993/94), «Никс Брих» (1995/96), «Лидо Нафта» (1996/97, 1998/99 — 2000/01).
Чемпион Европы среди юниорских команд 1976 года.
Чемпион мира среди молодёжных команд 1976 (неофициальный турнир) и 1977.
Участник матчей второй сборной СССР с клубами ВХА 1977/78.
Участник чемпионата мира 1993 года в группе С в составе сборной Латвии.
Работал тренером в хоккейной школе Balder Hockey School. Позже — менеджер по экипировке в сборной Латвии и в различных клубах («Рига 2000», «Динамо» Рига (КХЛ), ХК «Рига» (МХЛ)).